# Jenő Bódi
Jenő Bódi (ur. 10 sierpnia 1963 w Nagykőrös) – węgierski zapaśnik walczący w stylu klasycznym. Dwukrotny olimpijczyk. Czwarty w Seulu 1988 i piąty w Barcelonie 1992. Walczył w kategorii 62 kg.
Piąty na mistrzostwach świata w 1989 i 1993. Zdobył pięć medali na mistrzostwach Europy w latach 1987 – 1993 roku.
- Turniej w Seulu 1988

W pierwszej walce przegrał z Bułgarem Żiwko Wangełowem, a następnie pokonał Japończyka Shigeki Nishiguchi, Szwajcara Hugo Dietsche i Petera Behla z RFN. W pojedynku o brązowy medal przegrał z An Dae-hyeonem z Korei Południowej.
- Turniej w Barcelonie 1992

Wygrał z Ahmad Ibrahimem z Egiptu, Heo Byeong-ho z Korei Południowej i Luisem Martínezem z Hiszpanii. Przegrał z Turkiem Mehmetem Pirimem i Kubańczykiem Juanem Luisem Marénem.